# Puncturella plecta
Puncturella plecta är en snäckart som beskrevs av Watson 1883. Puncturella plecta ingår i släktet Puncturella och familjen nyckelhålssnäckor. Inga underarter finns listade i Catalogue of Life.